# 密着拓扑
在拓扑学中，带有密着拓扑（trivial topology）的拓扑空间是其中仅有的开集是空集和整个空间的空间。这种空间有时叫做不可分空间（indiscrete space），它的拓扑有时叫做不可分拓扑。在直觉上，这有着所有点都被“粘着在一起”而通过拓扑方式不可区分的推论。

## 定义
密着拓扑是有最小可能数的开集的拓扑，因为拓扑的定义只要求两个集合是开集。尽管简单，带有多于一个元素的密着拓扑空间缺乏关键的性质：它不是T0空间。

## 性质
不可分空间X的其他性质包括：
- 唯一的闭集是空集和X。
- X的唯一可能的基是{X}。
- 如果X有多于一个点，则由于它不是T0，它不满足任何更高的T公理。特别是，它不是豪斯多夫空间。不是豪斯多夫的，X就不是序拓扑，也不是可度量的。
- 但是X是正则空间、完全正则空间、正规空间和完全正规空间；尽管是在非常空洞意义上，因为仅有的闭集是∅和X。
- X是紧致空间因此是仿紧致空间、林德勒夫空间和局部紧致空间。
- 所有定义域是拓扑空间而陪域是X的函数都是连续函数。
- X是道路连通并因此是连通空间。
- X是第一可数空间、第二可数空间和可分离空间。
- 所有X的子空间都有密着拓扑。
- 所有X的商空间都有密着拓扑。
- 密着拓扑空间的任意乘积，带有要么乘积拓扑要么盒拓扑，都有密着拓扑。
- 所有X中的序列都收敛于X的所有点。特别是，所有序列都有收敛子序列（整个序列），因此是X是序列紧致。
- 所有集合除了X的内部都是空集。
- 所有X的非空子集的闭包都是X。在另一种方式下：所有X的非空子集都是稠密的，这个性质刻画了密着拓扑空间。
- 如果S是任何带有多于一个元素的X的子集，则所有X的元素都是S的极限点。如果S是单元素集合，则所有X \ S的点仍是S的极限点。
- X是Baire空间。
- 两个承载密着拓扑的拓扑空间是同胚的，当且仅当它们有相同的势。

在某种意义上，密着拓扑的对立者是离散拓扑，它的所有子集都是开集。
密着拓扑属于伪度量空间，在其中任何两点之间的距离是0，并属于一致空间，在其中全体笛卡尔乘积是X×X是仅有的周围。
设Top是带有连续映射的拓扑空间范畴，和Set是带有函数的集合范畴。如果F : Top → Set是指派每个拓扑空间到它的底层集合的函子（所谓的遗忘函子），并且G : Set → Top是把密着拓扑放置到给定集合上的函子，则G 右伴随于F。（把离散拓扑放置到给定集合上的函子H：Set → Top左伴随于F。）

## 引用
- Lynn Arthur Steen and J. Arthur Seebach, Jr., Counterexamples in Topology, (1978) Dover Publications, ISBN 0-486-68735-X. (See example 4)